# Мартін Штробель
Мартін Штробель (нім. Martin Strobel, нар. 5 червня 1986, Ротвайль, Німеччина) — німецький гандболіст, бронзовий призер Олімпійських ігор 2016 року, чемпіон Європи.

## Виступи на Олімпіадах
| Олімпіада           | Дисципліна | Місце |
| ------------------- | ---------- | ----- |
| Ріо-де-Жанейро 2016 | гандбол    | 3     |

## Зовнішні посилання
- Мартін Штробель — олімпійська статистика на сайті Sports-Reference.com (англ.) (архівна версія)